# Elisa Bertino
 Elisa Bertino (* 20. Jahrhundert in Rom, Italien) ist eine US-amerikanische Informatikerin und Hochschullehrerin. Sie ist Samuel D. Conte-Professorin für Informatik an der Purdue University und Forschungsdirektorin des Cyber Space Security Lab. Ihre Forschungsschwerpunkte umfassen viele Bereiche der Informationssicherheit und in Datenbanksystemen und beschäftigen sich mit der Sicherheit von Mobilfunknetzen und mobilen Anwendungen sowie KI-Techniken für die Cybersicherheit.

## Leben und Werk
Bertino studierte an der Universität Pisa und promovierte dort 1980 bei Costantino Thanos in Informatik. Sie arbeitete zehn Jahre lang beim italienischen Nationalen Forschungsrat und in Industrieforschungslaboren zu Datenmanagementthemen, so mit Laura Haas im IBM-Almaden-Forschungszentrum in San Jose und bei  der Microelectronics and Computer Technology Corporation (MCC). Sie forschte dann an der Universität Genua und war Abteilungsleiterin an der Universität Mailand, bevor sie 2004 als Professorin und Forschungsdirektorin des Center for Education and Research in Information Assurance and Security (CERIAS) an die Purdue University wechselte.
Sie leitet das Cyber Space Security Lab (Cyber2Slab) und führt Forschungen zu den Themen Schutz vor Insider-Bedrohungen, Sicherheit von IoT, Sensoren, eingebetteten Systemen und Drohnen, digitales Identitätsmanagement, Datensicherheit und Datenschutz in der Cloud, Datenschutz mobiler Geräte.
Im Jahr 2007 leisteten Bertino und Co-Autoren in der Arbeit GEO-RBAC: A Spatially Aware RBAC einen Beitrag zur rollenbasierten Zugriffskontrolle, bei der der Zugriff vom Standort des Benutzers abhängt. Das GEO-RBAC-Modell von Bertino wurde eingeführt, bevor Mobile Computing allgegenwärtig wurde, und ist zu einem wesentlichen Bestandteil der meisten Sicherheitssysteme geworden.
Bertino leitete den Entwurf des LTEInspector-Frameworks zum Testen der Sicherheitseigenschaften von Mobilfunknetzen, was zur Identifizierung von zehn neuartigen Schwachstellen im 4G-LTE-Standard und zur Entdeckung neuer Datenschutzangriffe in 4G- und 5G-Mobilfunkprotokollen führte. Für diese Arbeit wurde sie in die GSMA Mobile Security Research Hall of Fame aufgenommen.
Bertino ist und war Mitglied im Redaktionsgremium mehrerer Fachzeitschriften, von denen sich viele mit Sicherheit befassen, beispielsweise ACM Transactions on Information and System Security, IEEE Security & Privacy Magazine und IEEE Transactions on Dependable and Secure Computing. Sie ist Mitherausgeberin von GeoInformatica sowie Herausgeberin der Synthesis Lectures on Information Security, Privacy, and Trust.
Am 17. April 2024 betrug ihr h-Index laut Google Scholar 112.

## Auszeichnungen (Auswahl)
- 2002: IEEE Fellow
- 2002: IEEE Computer Society Technical Achievement Award
- 2003: Fellow der ACM
- 2005: Tsutomu Kanai Award, IEEE Computer Society
- 2016: Fellow der American Association for the Advancement of Science (AAAS)
- 2019: ACM Athena Lecturer Award
- 2020: Kristian Beckman Award[5]
- 2021: IEEE 2021 Innovation in Sociatal Infrastructure Award[6]
- 2022: Research.com Best Female Scientist Award